# Nikolaj Chmelëv
Nikolaj Chmelëv (10 agosto 1901 – Mosca, 1º novembre 1945) è stato un attore sovietico.

## Filmografia parziale

### Attore
- Salamandra (1928)
- Mёrtvyj dom (1932)

## Premi
- Artista onorato della RSFSR
- Artista del popolo dell'Unione Sovietica
- Premio Stalin
- Ordine della Bandiera rossa del lavoro